# Daryl Gurney
Daryl Gurney (* 22. März 1986 in Derry) ist ein nordirischer Dartspieler, dessen Spitzname „Superchin“ auf sein großes Kinn anspielt.

## Karriere

### BDO: 2004 bis 2013
Daryl Gurney begann seine Karriere 2004 in der BDO. Sein Durchbruch gelang ihm im Jahr 2009. Er erreichte beim WDF Europe Cup das Finale, das er gegen den Waliser Mark Webster verlor. Im selben Jahr nahm er an der BDO-Weltmeisterschaft teil. Er schaffte es bis ins Achtelfinale und unterlag dort dem späteren Sieger, Martin Adams.
2012 gelangen ihm mehrere Turniersiege. Er gewann die England Masters, Tom Kirby Memorial Trophy und die Northern Ireland Open.

### PDC: Seit 2013
Aufgrund seiner Erfolge im Jahr 2012 entschied sich Gurney für einen Wechsel zur PDC. Dort gelang ihm sofort die Qualifikation für die PDC-Weltmeisterschaft 2013. Gurney besiegte Robert Marijanović in der Vorrunde mit 4:3 und Andy Smith in der 1. Runde, verlor aber in der 2. Runde gegen Dave Chisnall mit 1:4.
Er verpasste zwar die Qualifikation für die Weltmeisterschaft 2014, besiegte aber später u. a. Michael van Gerwen bei einem UK Open Qualifier mit 6:5. Er erreichte die Endrunde der UK Open 2014, scheiterte aber in der 2. Runde an Ian White.
Gurney gewann im gleichen Jahr das Irish Masters, was ihm einen Platz in der Vorrunde der PDC-Weltmeisterschaft 2015 einbrachte. Er setzte sich in der Vorrunde gegen Scott MacKenzie mit 4:3 durch, musste sich aber in der 1. Runde Ronnie Baxter mit 3:1 geschlagen geben.
2015 gelangen ihm mehrere Halbfinal-Einzüge auf der Pro Tour. Diese sicherten ihm einen Platz bei den Players Championship Finals 2015. Er traf in der 1. Runde auf Kim Huybrechts, den er 6:2 schlug. Im Achtelfinale setzte er sich mit 10:4 gegen Gary Anderson durch. Im Viertelfinale besiegte er Benito van de Pas mit 10:5 und erreichte damit sein erstes PDC-Major-Halbfinale, das er gegen die damalige Nummer 1 der Welt, Michael van Gerwen mit 2:11 verlor.
Sein gutes Jahr 2015 brachte ihm einen Startplatz für die PDC-Weltmeisterschaft 2016. Gurney bezwang dort in Runde 1 Jamie Lewis und scheiterte in der 2. Runde gegen den amtierenden Weltmeister Gary Anderson mit 1:4 Sätzen.
Nach einem erfolgreichen Jahr 2016 war Gurney auch für die PDC-Weltmeisterschaft 2017 qualifiziert. Nachdem er in der ersten Runde den Niederländer Jermaine Wattimena mit 3:1 besiegen konnte, gewann er auch das Zweitrundenspiel gegen Robert Thornton mit 4:3. Im Achtelfinale schlug er den Waliser Mark Webster ebenfalls mit 4:3 und konnte sich damit zum ersten Mal bei der PDC für ein Viertelfinale qualifizieren. In diesem traf Gurney dann auf die damalige Nummer 1 der Weltrangliste, den Niederländer Michael van Gerwen, der das Spiel mit 5:1 gewann. Die Premier League Darts 2018 schloss er in seiner Premierensaison auf dem fünften Platz ab. Im November 2018 gewann er seinen zweiten großen Titel, als er Michael van Gerwen im Finale der Players Championship Finals mit 11:9-legs schlagen konnte.
Bei der WM 2019 konnte Gurney zwar in Runde 2 gegen Ross Smith gewinnen, musste sich in Runde 3 allerdings Jamie Lewis geschlagen geben. Ende März holte Gurney seinen vierten PDC-Titel, als er die German Darts Championship in Hildesheim gewann. Durch diesen Sieg landete Daryl Gurney auf Platz 3 der Weltrangliste, seine bisher höchste Platzierung. Bei der Premier League konnte Gurney das Halbfinale erreichen, ebenso wie im World Matchplay. Dort führte er gegen Rob Cross mit 14:7, schaffte es allerdings nicht, das Spiel zu gewinnen. Als Titelverteidiger schied er bei den Players Championship Finals überraschend gegen Luke Woodhouse aus. Er gewann bei der WM noch gegen Justin Pipe souverän, danach verlor er in Runde 3 allerdings gegen Glen Durrant. Der Start in das Jahr 2020 war nicht sehr erfolgreich für den Nordiren, allerdings erreichte er dann das Halbfinale bei den UK Open. In der Premier League erreichte er nur Platz 8, im World Matchplay schied er im Achtelfinale aus. In der ersten Runde der European Darts Championship Finals war für ihn bereits in Runde 1 Schluss, genauso wie bei dem World Cup. Bei den Players Championship Finals musste Gurney sein Preisgeld von vor 2 Jahren verteidigen, allerdings unterlag er direkt in Runde 1 gegen Callan Rydz.
Bei der Weltmeisterschaft 2021 erreichte er das Viertelfinale, nachdem er William O’Connor, Chris Dobey und Vincent van der Voort besiegte. Dort unterlag er gegen Gerwyn Price knapp mit 5:4. Beim Masters besiegte er Jeffrey de Zwaan in Runde 1, unterlag allerdings danach Dave Chisnall knapp. Bei den UK Open war für ihn bereits in der Runde der letzten 32 Schluss, er unterlag Gabriel Clemens.
Am 20. Oktober 2023 spielte Gurney beim Players Championships 2023 Nr. 27 einen Neundarter gegen Nick Fullwell.

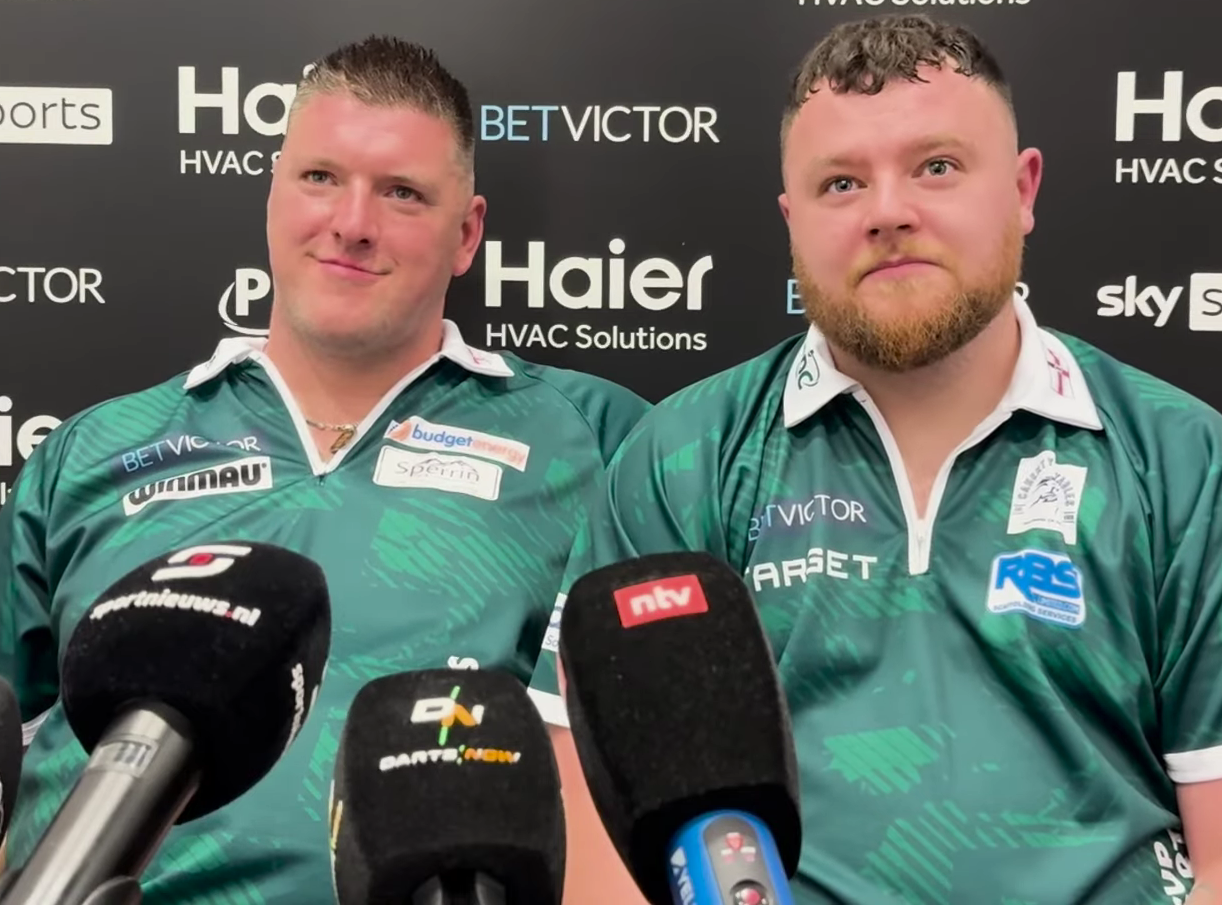
Gurney und Josh Rock beim World Cup 2025

Im Juni 2025 gewann Gurney gemeinsam mit Josh Rock den World Cup of Darts.

## Weltmeisterschaftsresultate

### BDO
- 2009: Achtelfinale (2:4-Niederlage gegen  Martin Adams)
- 2010: Achtelfinale (1:4-Niederlage gegen  Martin Adams)

### PDC
- 2013: 2. Runde (1:4-Niederlage gegen  Dave Chisnall)
- 2015: 1. Runde (1:3-Niederlage gegen  Ronnie Baxter)
- 2016: 2. Runde (1:4-Niederlage gegen  Gary Anderson)
- 2017: Viertelfinale (1:5-Niederlage gegen  Michael van Gerwen)
- 2018: 2. Runde (2:4-Niederlage gegen  John Henderson)
- 2019: 3. Runde (3:4-Niederlage gegen  Jamie Lewis)
- 2020: 3. Runde (2:4-Niederlage gegen  Glen Durrant)
- 2021: Viertelfinale (4:5-Niederlage gegen  Gerwyn Price)
- 2022: 3. Runde (3:4-Niederlage gegen  Rob Cross)
- 2023: 2. Runde (0:3-Niederlage gegen  Alan Soutar)
- 2024: Achtelfinale (2:4-Niederlage gegen  Dave Chisnall)
- 2025: 3. Runde (3:4-Niederlage gegen  Jonny Clayton)

## Turnierergebnisse
| Turnier                                    | 2004                       | 2005                       | 2006                       | 2007                       | 2008                       | 2009                       | 2010                       | 2011                       | 2012                       | 2013                           | 2014                           | 2015                           | 2016                           | 2017                           | 2018                           | 2019                           | 2020                           | 2021                           | 2022                           | 2023                           | 2024                           | 2025                           |
| ------------------------------------------ | -------------------------- | -------------------------- | -------------------------- | -------------------------- | -------------------------- | -------------------------- | -------------------------- | -------------------------- | -------------------------- | ------------------------------ | ------------------------------ | ------------------------------ | ------------------------------ | ------------------------------ | ------------------------------ | ------------------------------ | ------------------------------ | ------------------------------ | ------------------------------ | ------------------------------ | ------------------------------ | ------------------------------ |
| BDO-Major-Turniere                         |                            |                            |                            |                            |                            |                            |                            |                            |                            |                                |                                |                                |                                |                                |                                |                                |                                |                                |                                |                                |                                |                                |
| Weltmeisterschaft                          | nicht qualifiziert         | nicht qualifiziert         | nicht qualifiziert         | nicht qualifiziert         | nicht qualifiziert         | AF                         | AF                         | nicht teilgenommen         | nicht teilgenommen         | nicht teilgenommen             | nicht teilgenommen             | nicht teilgenommen             | nicht teilgenommen             | nicht teilgenommen             | nicht teilgenommen             | nicht teilgenommen             | nicht teilgenommen             | Verband insolvent              | Verband insolvent              | Verband insolvent              | Verband insolvent              | Verband insolvent              |
| World Masters                              | 2R                         | 1R                         | n/t                        | 1R                         | 4R                         | AF                         | 2R                         | 2R                         | 2R                         | nicht teilgenommen             | nicht teilgenommen             | nicht teilgenommen             | nicht teilgenommen             | nicht teilgenommen             | nicht teilgenommen             | nicht teilgenommen             | n/a                            | Verband insolvent              | Verband insolvent              | Verband insolvent              | Verband insolvent              | Verband insolvent              |
| WDF-Platin-/Major-Turniere                 |                            |                            |                            |                            |                            |                            |                            |                            |                            |                                |                                |                                |                                |                                |                                |                                |                                |                                |                                |                                |                                |                                |
| WDF World Cup                              | n/a                        | n/t                        | n/a                        | 2R                         | n/a                        | 2R                         | n/a                        | n/t                        | n/a                        | n/t                            | n/a                            | n/t                            | n/a                            | n/t                            | n/a                            | n/t                            | nicht ausgetragen              | nicht ausgetragen              | nicht ausgetragen              | n/t                            | n/a                            | n/t                            |
| WDF Europe Cup                             | 2R                         | n/a                        | n/t                        | n/a                        | F                          | n/a                        | n/t                        | n/a                        | AF                         | n/a                            | n/t                            | n/a                            | n/t                            | n/a                            | n/t                            | n/a                            | n/t                            | n/a                            | n/t                            | n/a                            | n/t                            | n/a                            |
| PDC-Ranking-Turniere                       |                            |                            |                            |                            |                            |                            |                            |                            |                            |                                |                                |                                |                                |                                |                                |                                |                                |                                |                                |                                |                                |                                |
| Weltmeisterschaft                          | nicht teilgenommen         | nicht teilgenommen         | nicht teilgenommen         | nicht teilgenommen         | nicht teilgenommen         | nicht teilgenommen         | nicht teilgenommen         | nicht teilgenommen         | nicht teilgenommen         | 2R                             | n/q                            | 1R                             | 2R                             | VF                             | 2R                             | 3R                             | 3R                             | VF                             | 3R                             | 2R                             | AF                             | 3R                             |
| World Masters                              | nicht ausgetragen          | nicht ausgetragen          | nicht ausgetragen          | nicht ausgetragen          | nicht ausgetragen          | nicht ausgetragen          | nicht ausgetragen          | nicht ausgetragen          | nicht ausgetragen          | nicht ausgetragen              | nicht ausgetragen              | nicht ausgetragen              | nicht ausgetragen              | nicht ausgetragen              | nicht ausgetragen              | nicht ausgetragen              | nicht ausgetragen              | nicht ausgetragen              | nicht ausgetragen              | nicht ausgetragen              | nicht ausgetragen              | VR                             |
| UK Open                                    | n/a                        | nicht teilgenommen         | nicht teilgenommen         | nicht teilgenommen         | nicht teilgenommen         | nicht teilgenommen         | nicht teilgenommen         | nicht teilgenommen         | nicht teilgenommen         | n/q                            | 2R                             | 4R                             | 3R                             | HF                             | 4R                             | 5R                             | HF                             | 5R                             | 4R                             | 4R                             | 4R                             | 4R                             |
| World Matchplay                            | nicht teilgenommen         | nicht teilgenommen         | nicht teilgenommen         | nicht teilgenommen         | nicht teilgenommen         | nicht teilgenommen         | nicht teilgenommen         | nicht teilgenommen         | nicht teilgenommen         | nicht qualifiziert             | nicht qualifiziert             | nicht qualifiziert             | 1R                             | HF                             | AF                             | HF                             | AF                             | 1R                             | AF                             | VF                             | 1R                             | 1R                             |
| World Grand Prix                           | nicht teilgenommen         | nicht teilgenommen         | nicht teilgenommen         | nicht teilgenommen         | nicht teilgenommen         | nicht teilgenommen         | nicht teilgenommen         | nicht teilgenommen         | nicht teilgenommen         | n/q                            | 1R                             | 1R                             | VF                             | S 1                            | HF                             | 1R                             | 1R                             | 1R                             | AF                             | 1R                             | AF                             |                                |
| European Championship                      | nicht ausgetragen          | nicht ausgetragen          | nicht ausgetragen          | nicht ausgetragen          | nicht teilgenommen         | nicht teilgenommen         | nicht teilgenommen         | nicht teilgenommen         | nicht teilgenommen         | nicht qualifiziert             | nicht qualifiziert             | nicht qualifiziert             | 1R                             | HF                             | 1R                             | HF                             | 1R                             | n/q                            | 1R                             | AF                             | AF                             |                                |
| Grand Slam                                 | nicht ausgetragen          | nicht ausgetragen          | nicht ausgetragen          | nicht qualifiziert         | nicht qualifiziert         | nicht qualifiziert         | nicht qualifiziert         | nicht qualifiziert         | nicht qualifiziert         | nicht qualifiziert             | nicht qualifiziert             | nicht qualifiziert             | nicht qualifiziert             | VF                             | n/q                            | AF                             | nicht qualifiziert             | nicht qualifiziert             | nicht qualifiziert             | nicht qualifiziert             | nicht qualifiziert             |                                |
| Players Championship Finals                | nicht ausgetragen          | nicht ausgetragen          | nicht ausgetragen          | nicht ausgetragen          | nicht ausgetragen          | nicht ausgetragen          | n/t                        | n/t                        | n/t                        | n/q                            | n/q                            | HF                             | 2R                             | VF                             | S                              | 1R                             | 1R                             | VF                             | 2R                             | 1R                             | AF                             |                                |
| PDC-Turniere ohne Einfluss auf das Ranking |                            |                            |                            |                            |                            |                            |                            |                            |                            |                                |                                |                                |                                |                                |                                |                                |                                |                                |                                |                                |                                |                                |
| The Masters                                | nicht ausgetragen          | nicht ausgetragen          | nicht ausgetragen          | nicht ausgetragen          | nicht ausgetragen          | nicht ausgetragen          | nicht ausgetragen          | nicht ausgetragen          | nicht ausgetragen          | nicht qualifiziert             | nicht qualifiziert             | nicht qualifiziert             | nicht qualifiziert             | nicht qualifiziert             | AF                             | AF                             | AF                             | AF                             | 1R                             | n/q                            | VF                             | n/a                            |
| Premier League                             | n/a                        | nicht eingeladen           | nicht eingeladen           | nicht eingeladen           | nicht eingeladen           | nicht eingeladen           | nicht eingeladen           | nicht eingeladen           | nicht eingeladen           | nicht eingeladen               | nicht eingeladen               | nicht eingeladen               | nicht eingeladen               | nicht eingeladen               | 5.                             | HF                             | 8.                             | nicht eingeladen               | nicht eingeladen               | nicht eingeladen               | nicht eingeladen               | nicht eingeladen               |
| World Cup                                  | nicht ausgetragen          | nicht ausgetragen          | nicht ausgetragen          | nicht ausgetragen          | nicht ausgetragen          | nicht ausgetragen          | n/t                        | n/a                        | nicht teilgenommen         | nicht teilgenommen             | nicht teilgenommen             | nicht teilgenommen             | HF                             | 1R                             | AF                             | 1R                             | 1R                             | VF                             | AF                             | GP                             | n/t                            | S                              |
| Champions League                           | nicht ausgetragen          | nicht ausgetragen          | nicht ausgetragen          | nicht ausgetragen          | nicht ausgetragen          | nicht ausgetragen          | nicht ausgetragen          | nicht ausgetragen          | nicht ausgetragen          | nicht ausgetragen              | nicht ausgetragen              | nicht ausgetragen              | n/q                            | n/q                            | GP                             | GP                             | nicht ausgetragen              | nicht ausgetragen              | nicht ausgetragen              | nicht ausgetragen              | nicht ausgetragen              | nicht ausgetragen              |
| World Series of Darts Finals               | nicht ausgetragen          | nicht ausgetragen          | nicht ausgetragen          | nicht ausgetragen          | nicht ausgetragen          | nicht ausgetragen          | nicht ausgetragen          | nicht ausgetragen          | nicht ausgetragen          | nicht ausgetragen              | nicht ausgetragen              | n/q                            | AF                             | HF                             | AF                             | AF                             | VF                             | nicht qualifiziert             | nicht qualifiziert             | nicht qualifiziert             | VF                             |                                |
| Karrierestatistiken                        |                            |                            |                            |                            |                            |                            |                            |                            |                            |                                |                                |                                |                                |                                |                                |                                |                                |                                |                                |                                |                                |                                |
| Platzierung am Jahresende                  | unbekannt                  | unbekannt                  | unbekannt                  | unbekannt                  | unbekannt                  | unbekannt                  | unbekannt                  | unbekannt                  | 32                         | 85                             | 60                             | 36                             | 24                             | 4                              | 5                              | 6                              | 11                             | 22                             | 24                             | 27                             | 26                             |                                |
| Verband                                    | British Darts Organisation | British Darts Organisation | British Darts Organisation | British Darts Organisation | British Darts Organisation | British Darts Organisation | British Darts Organisation | British Darts Organisation | British Darts Organisation | Professional Darts Corporation | Professional Darts Corporation | Professional Darts Corporation | Professional Darts Corporation | Professional Darts Corporation | Professional Darts Corporation | Professional Darts Corporation | Professional Darts Corporation | Professional Darts Corporation | Professional Darts Corporation | Professional Darts Corporation | Professional Darts Corporation | Professional Darts Corporation |

| Legende zu den Turnierergebnissen | Legende zu den Turnierergebnissen | Legende zu den Turnierergebnissen | Legende zu den Turnierergebnissen | Legende zu den Turnierergebnissen | Legende zu den Turnierergebnissen | Legende zu den Turnierergebnissen | Legende zu den Turnierergebnissen | Legende zu den Turnierergebnissen | Legende zu den Turnierergebnissen |
| --------------------------------- | --------------------------------- | --------------------------------- | --------------------------------- | --------------------------------- | --------------------------------- | --------------------------------- | --------------------------------- | --------------------------------- | --------------------------------- |
| n/t                               | nicht teilgenommen                | n/q                               | nicht qualifiziert                | n/a                               | nicht ausgetragen                 | #R                                | Aus in jeweiliger Runde           | GP                                | Aus in der Gruppenphase           |
| AF                                | Achtelfinalist                    | VF                                | Viertelfinalist                   | HF                                | Halbfinalist                      | F                                 | Turnierfinalist                   | S                                 | Turniersieger                     |

## Titel

### BDO
- Weitere
  - 2012: England Masters, Northern Ireland Open

### PDC
- Majors
  - World Grand Prix: (1) 2017
  - Players Championship Finals: (1) 2018
  - World Cup of Darts: (1) 2025
- Pro Tour
  - Players Championships
    - Players Championships 2017: 7
    - Players Championships 2019: 25

  - European Darts Tour
    - European Darts Tour 2019: (1) German Darts Championship
- Weitere
  - 2012: Tom Kirby Memorial Trophy
  - 2014: Tom Kirby Memorial Trophy

### Andere
- 2014: Ireland Players Championship 3